# Xã Union, Quận White, Indiana
Xã Union (tiếng Anh: Union Township) là một xã thuộc quận White, tiểu bang Indiana, Hoa Kỳ. Năm 2010, dân số của xã này là 9.906 người.